# Alexander Evans
Alexander Evans (ur. 13 września 1818 w Elkton, Maryland, zm. 5 grudnia 1888 w Elkton, Maryland) – amerykański polityk i prawnik związany z Partią Wigów.
W latach 1847–1853 przez trzy kadencje Kongresu Stanów Zjednoczonych był przedstawicielem piątego okręgu wyborczego w stanie Maryland w Izbie Reprezentantów Stanów Zjednoczonych.